# Adrien Barthe
Pour les articles homonymes, voir Barthe.
Adrien Barthe est un compositeur et pédagogue français, né Grat Norbert Barthe à Bayonne le 7 juin 1828 et mort à Asnières le 13 août 1898.

## Biographie
Adrien Barthe découvre la musique dès sa plus tendre enfance auprès de son père, organiste amateur. Il étudie ensuite le piano et la composition et devient l'élève au Conservatoire de Paris d'Aimé Leborne. Il obtient le Grand prix de Rome en 1854 pour sa cantate Francesca de Rimini sur un texte d'Émile Bounaure. 
À la Villa Médicis, il compose pour ses envois de Rome de première année un Te Deum pour soli, chœurs et orchestre ainsi qu'un opéra semi-seria en un acte, Teresa e Claudio. Pour sa deuxième année, il écrit les deux premiers actes d'un grand opéra, Don Carlos,. En 1858, pour son oratorio Judith, il reçoit le prix Édouard Rodrigues de l'Académie des beaux-arts. La même année, il épouse la cantatrice Anna Banderali, qui fera une grande carrière sous le nom de Mme Barthe-Banderali.
À son retour en France, les portes des grandes scènes nationales ne s'ouvrant pas naturellement, il participe en 1864 à un concours réservé aux lauréats du prix de Rome dont aucune œuvre n'a encore été jouée à l'Opéra. C'est sa partition qui est sélectionnée à l'unanimité et c'est ainsi que son opéra La Fiancée d'Abydos, sur un livret de Jules Adenis, prend forme. Il est créé le 30 décembre 1865 au Théâtre-Lyrique.
Barthe délaisse ensuite la scène pour ne plus se consacrer qu'à l'enseignement. En 1881, il est nommé professeur d'harmonie (pour élèves femmes) au Conservatoire de Paris, où il formera de très nombreuses élèves. Il reste en effet en poste jusqu'à son décès, survenu en 1898.

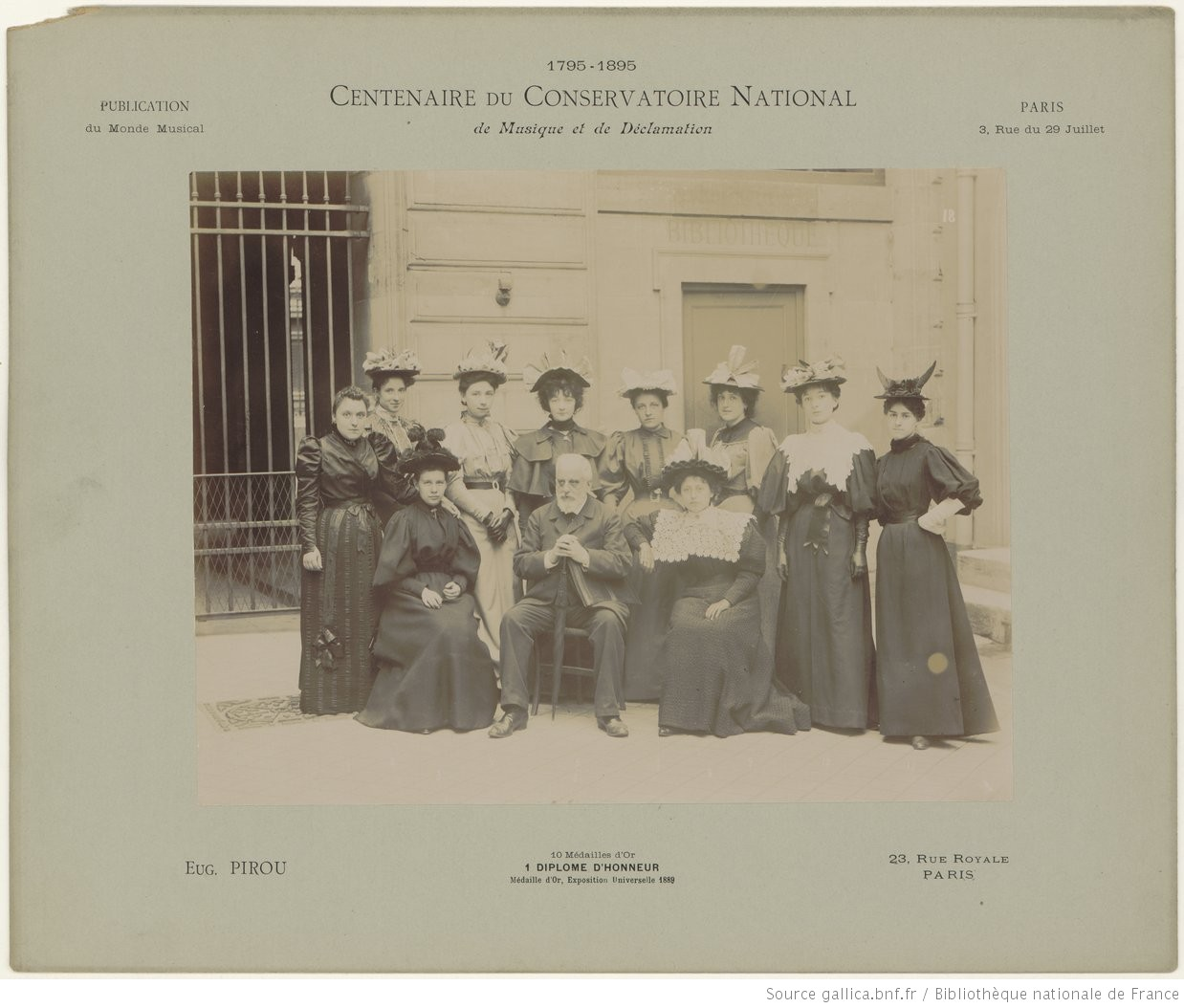
Classe d'harmonie (femmes) du Conservatoire de Paris en 1895, professeur Adrien Barthe.

Officier d'académie dans l'ordre des Palmes académiques depuis 1883, il est nommé chevalier de la Légion d'honneur en 1898, peu de temps avant de s'éteindre à Asnières.

## Œuvres
Parmi ses œuvres figurent :

### Musique vocale
- Judith, oratorio, paroles de Léon Gérard
- Don Carlos, opéra
- Teresa e Claudio, opéra semi-seria
- La Fiancée d'Abydos, opéra
- Te Deum, pour soli, chœurs et orchestre
- Cantique de communion pour soli et chœur, à quatre voix inégales ou trois voix égales avec accompagnement d'orgue
- Adieu, chœur pour ténor, quatre voix d'hommes et orchestre[20]
- Quelques mélodies pour chant et piano

### Musique orchestrale
- Ouverture pour orchestre[21]

### Musique de chambre
- Aubade, pour quintette à vent
- Passacaille, pour quintette à vent
- Pays basque, esquisses musicales pour piano à quatre mains
- Six pièces pour piano et hautbois : 
  - Idylle
  - Légende
  - Bourrée
  - Le Berger
  - Couvre feu
  - Scherzo
- Solo de concours pour trombone avec accompagnement de piano, morceau de concours du Conservatoire de Paris en 1889[22]
- Duo concertant pour piano et violon sur des airs italiens, composé avec Jean Conte

## La Fiancée d'Abydos
Première le 30 décembre 1865 au Théâtre-Lyrique Impérial (Opéra de Paris).
- Livret : Jules Adenis
- Musique : Adrien Barthe
- Mise en scène : Léon Carvalho
- Lithographies : Pierre-Auguste Lamy
- Décorateurs : Joseph Thierry et Charles-Antoine Cambon

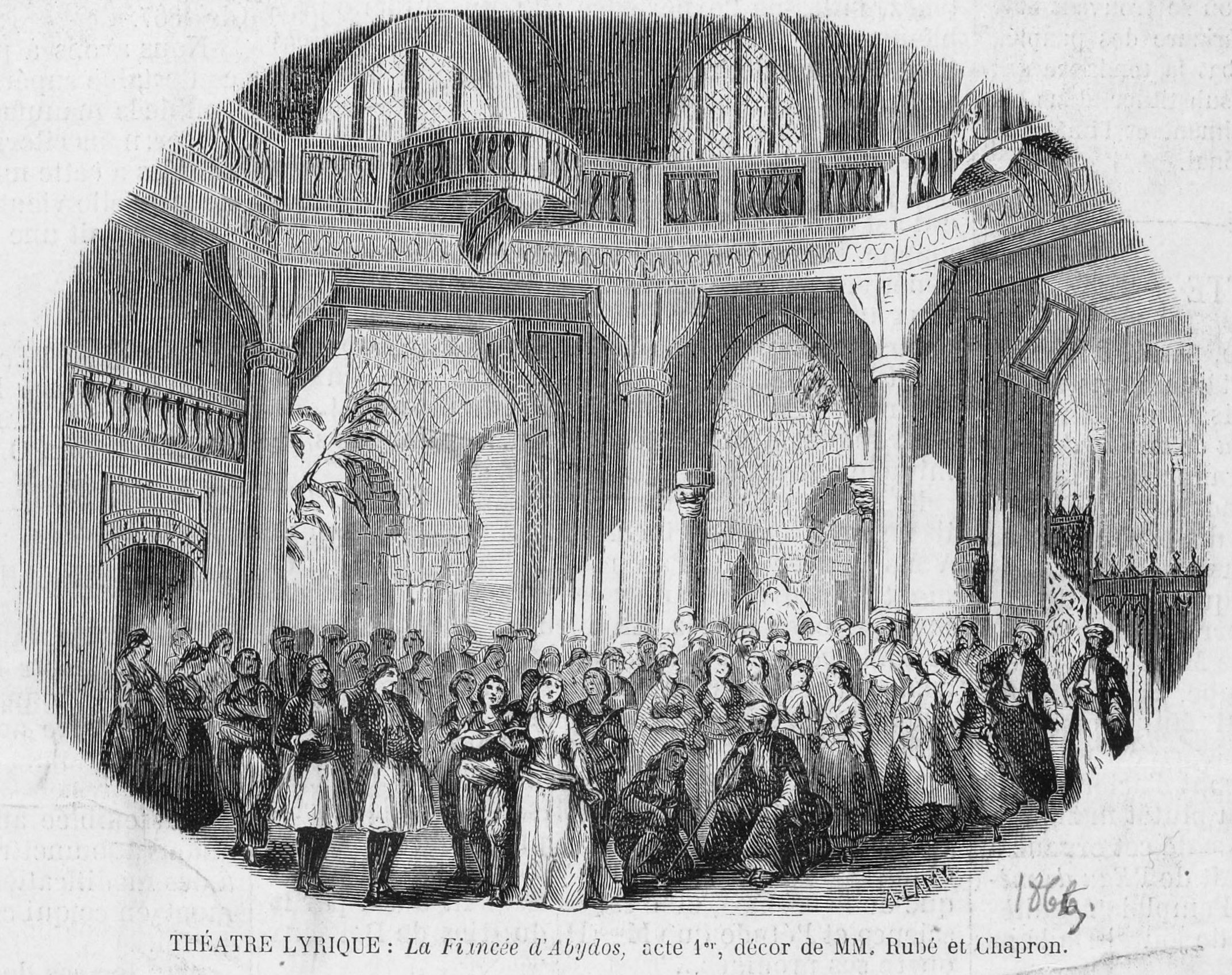
Acte 1, scène 4.
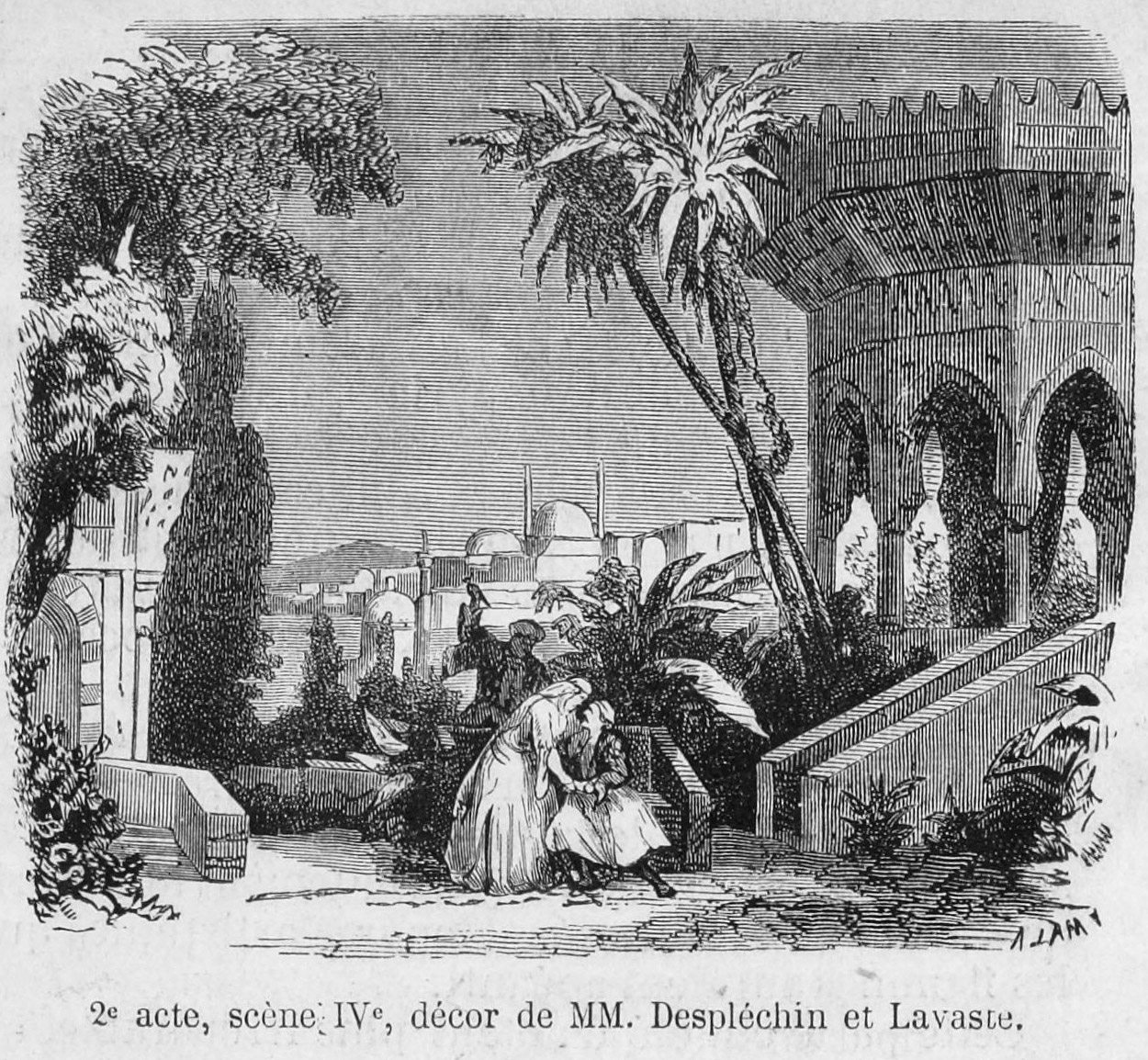
Acte 2, scène 4.
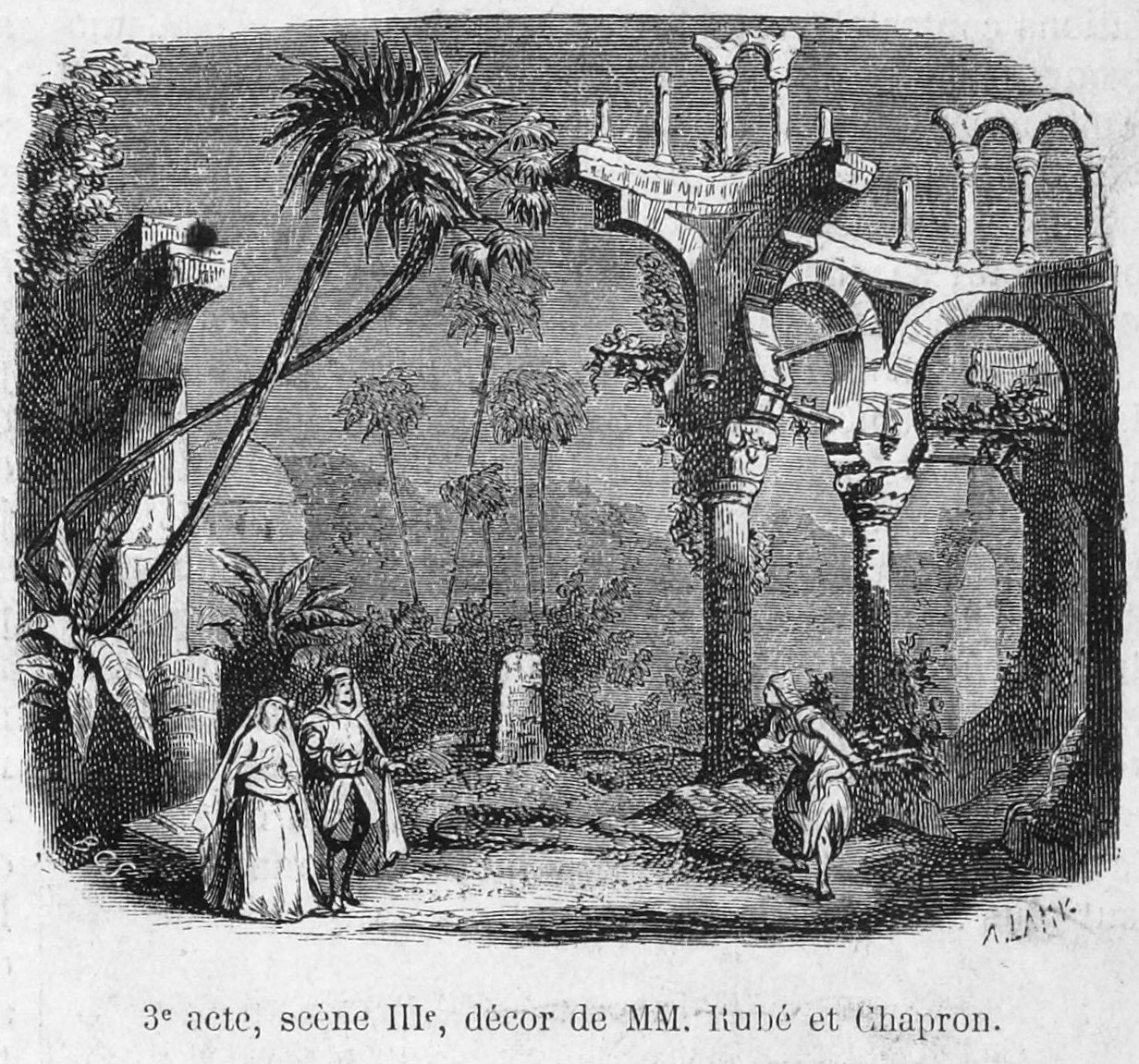
Acte 3, scène 3.
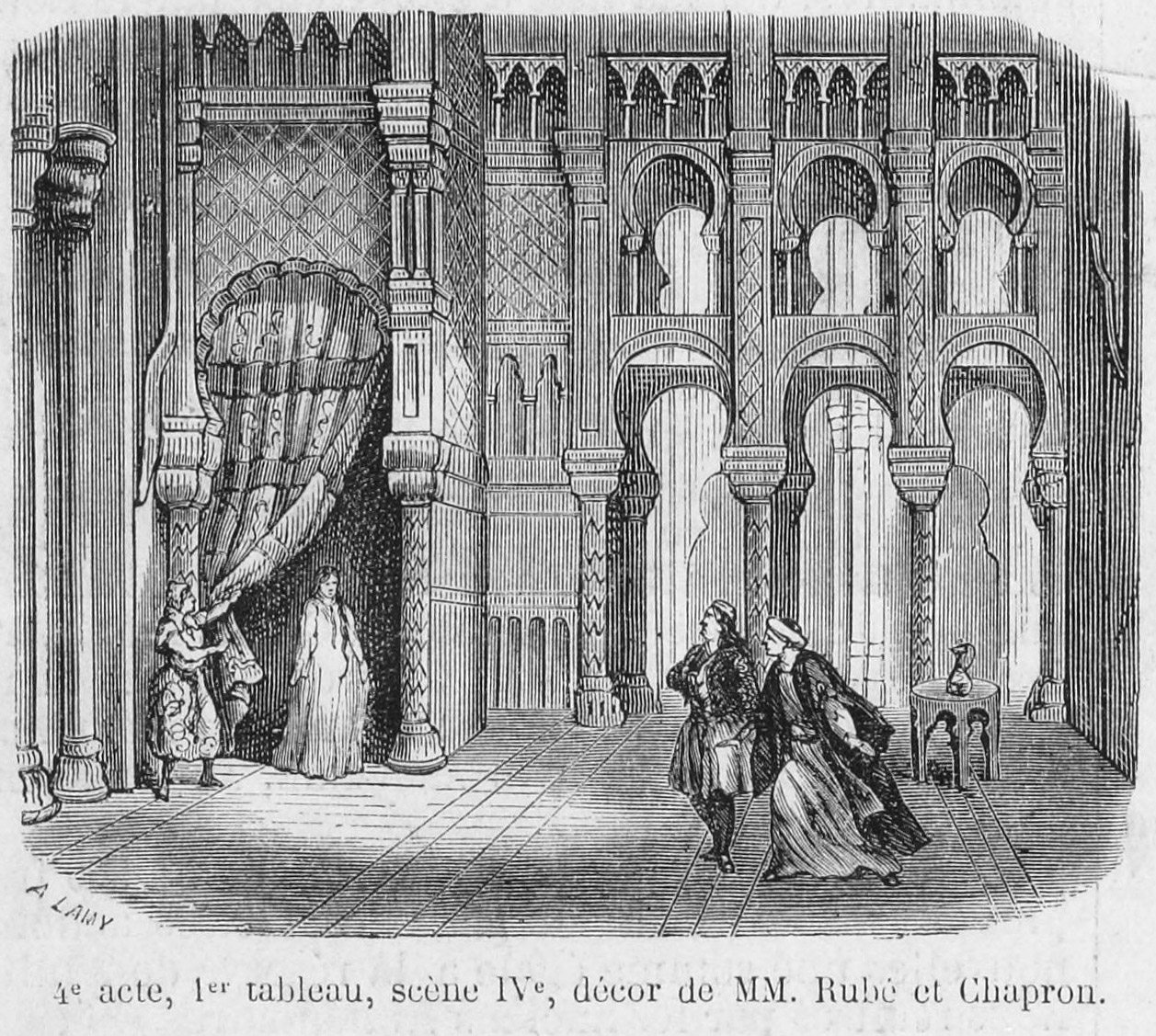
Acte 4, 1er tableau, scène 4.
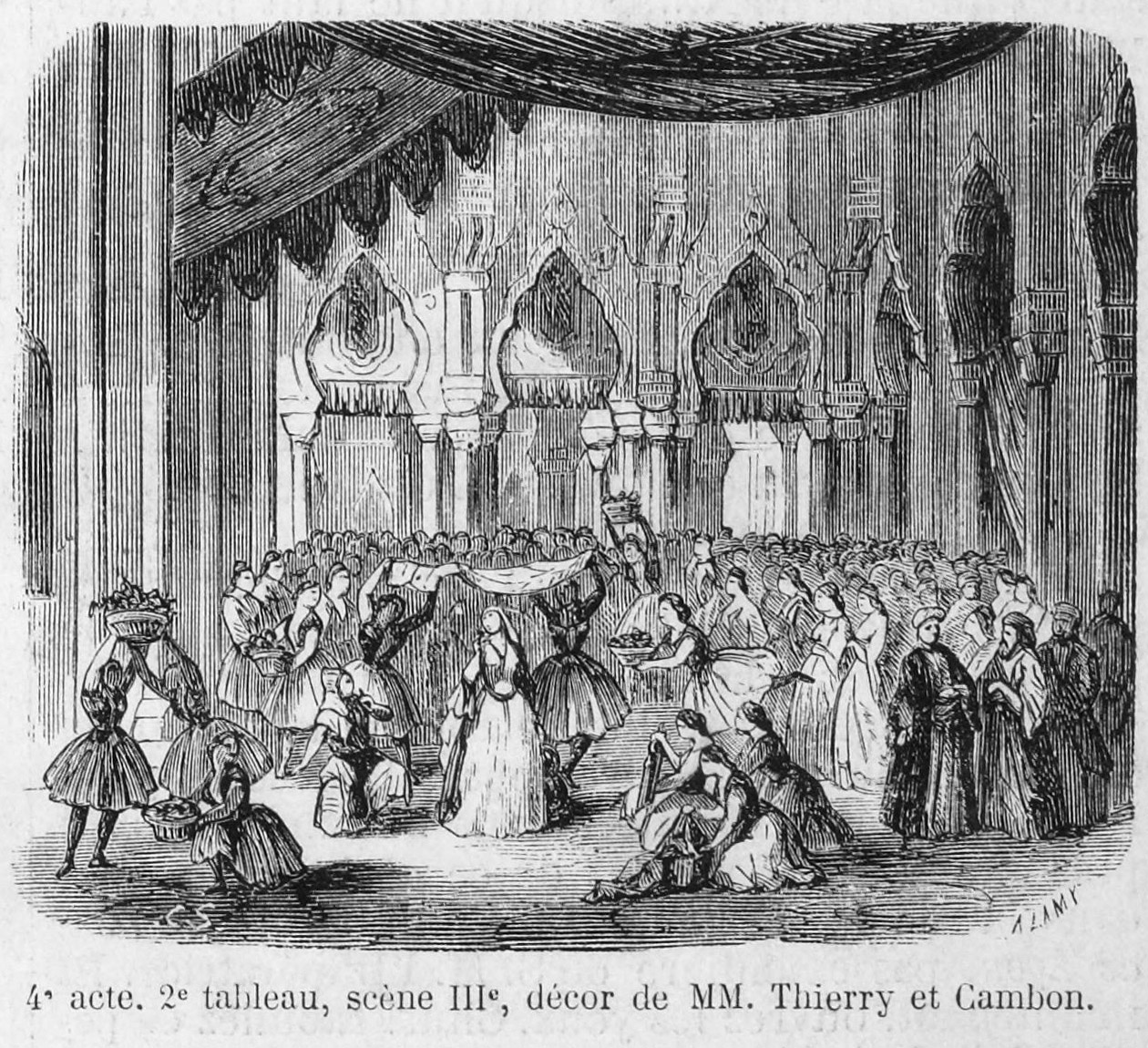
Acte 4, 2e tableau, scène 3.

## Distinctions
- Chevalier de la Légion d'honneur 1898
- Chevalier de l'ordre des Palmes académiques 1883

## Hommage
La ville de Bayonne a nommé une rue Adrien-Barthe en son honneur.

## Sources
- Nicolas Slonimsky, Alain Paris et Marie-Stella Paris, Dictionnaire biographique des musiciens, R. Laffont, 1995 (ISBN 2-221-06510-7, 978-2-221-06510-5 et 2-221-06787-8, OCLC 33096600, lire en ligne)